# 姫路市営放送
姫路市営放送（ひめじしえいほうそう）は、かつて日本で開設が計画されていた中波民間放送ラジオ局である。
姫路市や姫路商工会議所などが中心となり、1952年の開局を目指しながら、開局が実現しなかった。放送エリアは兵庫県姫路市周辺を予定していた。

## 前史
元々太平洋戦争の影響で、NHK大阪放送局が1941年12月27日から電波管制の影響により、夜間の放送出力を大幅に減力させることになった。これに伴い、同市に臨時の中継局を設置した。終戦後もしばらくは姫路中継局での放送は実施するも、独自のローカル放送はほとんど実施されず、加えて1948年に大阪放送局の出力強化計画が実施され、姫路中継局の廃止が検討され始めた。
これを受け、姫路市や姫路商工会議所が中心となって、1948年9月に姫路放送局（参考・NHK姫路支局）の設置を求めようとする運動が行われ、直接選挙で当選した石見元秀市長も、積極的に姫路放送局の実現へ動き出していたが不調に終わった。しかし、大阪局の出力増強と姫路中継所の廃止については一旦は取り下げるも、将来的な大阪局出力増強などが実施される懸念が再浮上する可能性がある中、民間放送の開局へ向けた動きが活発になるとの情報をキャッチし、姫路市が運営母体となった民間ラジオ局の開設運動に発展することになった。
こうして姫路市は1950年1月に市営放送局の放送免許申請を当時の電波庁（現・総務省）に提出。同2月に市議会で300万円の予算案が承認され、本免許取得へ向けた動きを活発化させ、電波庁は民放開局へ向けた「サンプル局」として、関心を持っていると高く評価した。

## 予備免許申請
こうして、1950年9月、電波監理委員会（この年6月1日に電波庁の廃止に伴い、総理府の外局として設置）は全国90社以上から寄せられた民間放送ラジオの申請から、厳正な審査により42社に絞り本免許交付に向けた利害対象者として選定し、姫路市営放送もこの1つに含められた。その後同12月1日から制定された「放送局開設の根本的基準」に沿い、開局へ向けた各種書類を提出。1951年1月、電波監理委員の岡咲恕が同局を視察に訪れ、「商業色が強くなり過ぎないことや、放送内容の方よりに対しての注意」などを促した。また出力を当初300Wとして、周辺市町村も放送エリアに加えようとしたが、岡咲は「姫路市民の福祉増進に徹するように」ということで、出力を50Wに制限するように促した。しかし、この段階で、予算総額は当初計画比10倍以上の3000万円にまで膨れ上がり、一部市民や市議会からは競馬、競輪中継の撤回など、異議を唱えた人までいたといわれている。
1951年4月21日電波監理委員会は実際に申請があった34の放送局から、16社に対して第1次放送予備免許交付を承認したが、姫路市営放送は予備免許交付を凍結される。しかし、すでに周波数580kc（現・kHzと同義）と、コールサインのJODRの割り当てが確定していた。関西圏においては、大阪府を主たるサービスエリアとした広域圏放送が2局（朝日放送と毎日放送=開局時は新日本放送）、京都府と兵庫県にもそれぞれ府県域の放送として京都放送（法人登記上初代。のちの近畿放送を経て、現在は登記上2代目の京都放送となっている）とラジオ関西（当初は神戸放送）を割り当て、さらに姫路市の市域密着型放送局としての姫路市民放送を加えたサービスエリアが異なる5つの放送局を開局させる方向がこの時かたまっていた。
しかし、姫路市議会はこの計画を承認しなかったのと、電波監理委員会も地方自治体がコマーシャル放送をすべきか否かについて慎重を期するべきという意見があり、免許交付を凍結されたことから、電波監理委員のアメリカ視察の際、現地の状況を把握して最終的に判断することになった。このアメリカ視察にあたっては、PBSのデンバーの系列局である「ロッキーマウンテンラジオ放送協会」への視察も含まれ、地元の大学や医師会、法曹界などと提携して、住民の社会啓蒙を目的とした放送が行われており、これを見た委員たちも、姫路市民放送の予備免許認可の方向性を定めたとしている。こうして、電波監理委員会は1952年3月7日、姫路市営放送の予備免許交付を全会一致で可決し、開局に向けてのゴーサインが出た。
しかし、姫路市側は一旦免許交付が保留となった段階で、放送局開局へ向けた準備を中断させてしまい、1952年3月議会での提出を見送り、先に具体的な事業計画や関連条例を作成し、完成後に市議会に提出する方針を固めた。予備免許には6か月間の本免許取得に向けた猶予期間があるため、この期間中に市営放送の開局を実現させるために同市は最優先課題として挙げ、同7月に具体的な計画概要を固めた。
番組の編成についても、自治体運営という観点から、公共性の高いもの、例えば現地の学校との連携による教育番組・教養番組や、ローカル性のある報道番組・情報番組を中心として構成するとした。その一方で競馬・競輪の中継については、自治体運営の放送にはそぐわないとして言及されなかった。
また競馬・競輪の運営による財政的な負担が大きいことから、コスト削減の目的で、人員を当初の40人から半分以下の17人に削減。残りを市からの出向スタッフで補うとした。演奏所（スタジオ）も姫路市公会堂に設置し、送信所のアンテナも富士製鉄・広畑製鉄所から調達することにした。

## 市民の反対運動から予備免許取り消しまで
しかし、姫路市の広報には姫路市営放送についての言及が全く掲載されておらず、市民放送が石見の個人的な宣伝目的で使われるなどといった風評も相次ぎ、一部の市民からも厳しい財政事情から、市営放送の開局は無駄遣いであると指摘。加えて先述のとおり周辺府県で広域・県域放送が行われている中で、姫路市だけのレベルで放送するラジオ局は不要ではないかとする意見もあり、公共放送であるNHKと内容的にも重複し、軋轢を生むことにもなるとして、当時のNHK副会長・小松繁が石見に対して免許の取り下げを要請。このことから姫路市は放送局の演奏所・送信所の建設工事になかなか着手することができなくなってしまった。
1952年9月、電波監理審議会と近畿電波管理局が姫路市を視察したが、審議委員が見たのは姫路市の商店主までもが市営放送に反対するという姿勢になり、放送局開局にも、スポンサーにも協力しないとする宣言であった。姫路市は予備免許の延長を申請していたが、審議会の許可が下りないと予備免許が失効してしまう。しかし、電波監理審議会はこれらの視察の結果、市民からの反対で円滑な放送局運営が実現しない、開局へ向けた工事が進んでいないとして、姫路市の予備免許延長申請を拒否することを決定。姫路市営放送の構想は頓挫した。
なお、JODRの呼出符号はその後新潟放送（開局時はラジオ新潟）本局に割り当てられた。

## その後
その後も、姫路市の放送を巡っては民放の周波数割り当ての観点から、NHKの放送局の整理・統合を進め、1951年に大阪局の出力が50kWに拡大されたことを受け、姫路中継局が廃止され、姫路エリアにおいての大阪ラジオ第1の放送受信状況の悪化にもつながっていった。またテレビの開局に際しても、大阪府から放送される電波が、高性能アンテナでも姫路市内には電波が届かないことがわかり、1957年6月に策定された「テレビ放送用周波数割り当て計画・第1次チャンネルプラン」において、既存のNHKと大阪テレビ放送（現・朝日放送テレビ）とは別に新たに2つのチャンネルを京阪神地区に、さらにもう1つを姫路地区に割り当てるとする特例を採択したものの、その後当時の郵政大臣だった田中角栄により京阪神地区への新規割当を3局に拡大し、これに伴って姫路地区への割り当てを取り消す、という裁定により実現に至らなかった。
この間、1954年に姫路市と姫路商工会議所が、姫路市周辺での小規模テレビ放送の開局を念頭においた「姫路テレビ放送」を発足させるが、これがきっかけで、神戸放送、神戸新聞社や兵庫県の行政を巻き込んで、県域テレビ局の開局構想に発展。また大阪の各放送局も難視聴対策を求めて姫路中継局の設置を計画するが、隣接県のテレビ局が開局してテレビ電波が海上伝搬することもあってVHF枠に空きがなくなり、播磨地方でのテレビ受信は、岡山県の金甲山からのテレビ送信波の遠距離受信 に頼らざるを得なくなった。
その後、1963年にUHF波の利用が解禁されると大幅に使用可能なチャンネル数が増え、1967年のUHFによる放送局増枠を念頭においた第2次チャンネルプランで、1969年にサンテレビジョンが開局、1971年のNHK神戸放送局のローカル放送開始や、在阪テレビ局各局の中継局設置につながることになった。その後、難視聴対策のため1989年に姫路ケーブルテレビが開局した。
ラジオについては兵庫エフエム放送（KISS-FM KOBE）が開局した1990年当初、姫路中継所（77.6MHz 1kW）が設置されることになり、これに併せる形で姫路市に同社の南西部地域の運営拠点として姫路本社が設置され、スタジオも設けられた。
AM民放各局のFM補完中継局はラジオ関西が2018年12月の試験放送後、2019年4月に本放送を実施することになったが、在阪民放AM局の兵庫県播磨地域へのFM補完中継局の設置は未定のままである。
姫路市のみをサービスエリアとするラジオ局の開設は、コミュニティーFM放送局の設置が解禁されてから9年経過した2001年に姫路シティFM21（FM GENKI）の開局まで待つことになる。

## 参考・現在の姫路市の放送局
| 種別                     | 放送局名 | 周波数（ウィキペディアに記載があるもののみ） |
| ------------------------ | --- | --- |
| 地上波テレビ放送         | NHK神戸放送局・総合テレビ（ID1） | 姫路 物理22ch （以下はいずれも物理ch不明） 姫路東播磨 姫路西 姫路西脇 姫路石倉 |
| 地上波テレビ放送         | NHK大阪放送局・Eテレ（ID2） | 姫路 物理13ch （以下はいずれも物理ch不明） 姫路東播磨 姫路西 姫路西脇 姫路石倉 |
| 地上波テレビ放送         | 毎日放送（MBS）（ID4） | （いずれも物理16ch） 姫路 姫路西（垂直偏波） 姫路西脇 姫路石倉（垂直偏波） 姫路出屋敷（垂直偏波）                                                                                            |
| 地上波テレビ放送         | ABCテレビ（ID6） | （いずれも物理15ch） 姫路 姫路西（垂直偏波） |
| 地上波テレビ放送         | 関西テレビ（カンテレ）（ID8） | 姫路 物理18ch 姫路西 物理17ch （垂直偏波） |
| 地上波テレビ放送         | 読売テレビ（ytv）（ID10） | 姫路 物理17ch 姫路西 物理14ch |
| 地上波テレビ放送         | サンテレビ（ID3） | （いずれも物理26ch） 姫路 姫路西（垂直偏波） |
| ケーブルテレビ局         | 姫路ケーブルテレビ | コミュニティーチャンネル 111ch（姫路地区「ウインクひめじチャンネル」） コミュニティーチャンネル 121ch（「ウインク特設チャンネル」）                                                          |
| ケーブルテレビ局         | （備考）テレビ大阪（ID7）は法令上大阪府のみをサービスエリアとする府域放送のため中継局が設置できないが、姫路ケーブルテレビを通しての区域外再放送（他、テレビせとうち（ID7）も）で視聴可能となっている。                                       | |
| 中波ラジオ局             | （現在該当なし） ※NHKは大阪放送局（ラジオ第1 666kHz、ラジオ第2 828kHz）、民放各局も在阪放送局の各本局（ラジオ関西 558kHz、ABCラジオ 1008kHz、MBSラジオ 1179kHz、ラジオ大阪 1314kHz）にて補完                                                 | （現在該当なし） ※NHKは大阪放送局（ラジオ第1 666kHz、ラジオ第2 828kHz）、民放各局も在阪放送局の各本局（ラジオ関西 558kHz、ABCラジオ 1008kHz、MBSラジオ 1179kHz、ラジオ大阪 1314kHz）にて補完 |
| 県域FMラジオ局           | NHK神戸放送局・FM放送 | 姫路 84.2MHz |
| 県域FMラジオ局           | KISS-FM KOBE | 姫路 77.6MHz |
| 県域FMラジオ局           | ラジオ関西 | 姫路 91.1MHz （FM補完中継局） |
| 県域FMラジオ局           | （備考）NHK神戸本部・86.5MHz、KISS-FM KOBEの本社・89.9MHzのほか、法令上は府県域放送のため中継局が設置できないFM OSAKA（85.1MHz他）、FM802（80.2MHz他）、FM COCOLO（76.5MHz）、FM岡山（76.8MHz他）、FM香川（78.6MHz）が受信できる地域もある。 | |
| コミュニティーFMラジオ局 | FM GENKI | 姫路 79.3MHz |